# Pseudhapalopus spinulopalpus
Pseudhapalopus spinulopalpus is een spinnensoort in de taxonomische indeling van de vogelspinnen (Theraphosidae).
Het dier behoort tot het geslacht Pseudhapalopus. De wetenschappelijke naam van de soort werd voor het eerst geldig gepubliceerd in 1997 door Joachim Schmidt & Weinmann.